# منى البصري
منى البصري (1950 - 18 أيار 2022) مذيعة وممثلة عراقية لها أعمال تلفزيونية كثيرة عبر عدة عقود، منذ سبعينات القرن العشرين.

## أعمالها
ظهرت علامات حُسن القراءة في منى البصري منذ سنواتها الأولى في الدراسة الابتدائية، فشجعتها مدرّستها على الاطلاع، وحين أكملت منى البصري سنوات المدرسة، وطلبتْ الالتحاق بكلية، نُشرَ في الجرائد حينئذٍ إعلان طلب مذيعات في الإذاعة، فاشتركت منى في الاختبار ونجحت، فأُسند إليها برنامج ركن المرأة، فتميّزت فيه منى، واستحدثت خدمة استلام رسائل المستمعين وإيصالها إلى المختصين للجواب لها، وتضمن برنامجها توعية المرأة بالأمور الصحية وتلقيح الأطفال وشؤون المنزل والأسرة.

### برامج
- المرأة
- ولكي ياسيدتي
- المذيعة ميري وآراؤها
- حذاري من اليأس

### مسلسلات
ظهرت منى في أعمال كثيرة تمثل دور الأم البسيطة المكافحة.
- النسر وعيون المدينة[6]
- ذئاب الليل
- قضية الدكتور سين
- الأشرعة (مسلسل)
- رائحة القهوة.[7]
- فلم حمى الأبطال

## وفاتها
توفيت في 18 أيار 2022، بمحافظة البصرة عن عمر 72 سنة.